# Parc équestre international de Jakarta
Le parc équestre international de Jakarta (en anglais Jakarta International Equestrian Park ou JIEP, en indonésien : Pacuan Kuda Pulomas) est un centre de sport équestre situé à Pulomas, Jakarta, Indonésie. Après rénovation, il a été inauguré le 2 août 2018  Cette arène a été utilisée comme lieu des Jeux asiatiques de 2018. Il a une superficie de 35 hectares avec un pavillon principal de quatre étages de 1 500 places assises, des écuries pour une capacité de 156 étages, un hébergement pour athlètes, un hôpital vétérinaire et des lieux d’entraînement. 
Le parc est accessible aux handicapés, qui a obtenu la certification internationale de l'Organisation mondiale de la santé animale (OIE) à Paris et de l'Union européenne. Après les Jeux asiatiques de 2018, JIEP sera également utilisé pour d'autres événements, tels que des salles de conférence, des mariages ou même des concerts de musique et des expositions d'art. 